# Wingstrandarctus crypticus
Wingstrandarctus crypticus är en djurart som tillhör fylumet trögkrypare, och som beskrevs av Jeanne Renaud-Mornant 1990. Wingstrandarctus crypticus ingår i släktet Wingstrandarctus och familjen Halechiniscidae. Inga underarter finns listade i Catalogue of Life.